# آپولون ۱۸۶۲
سیارک ۱۸۶۲ (به انگلیسی: 1862 Apollo، نامگذاری:1932HA) هزار و هشتصد و شصت و دومین سیارک کشف شده‌است که در ۲۴ آوریل ۱۹۳۲ و در هایدلبرگ کشف شد.
قدر مطلق سیارک برابر ۱۶٫۲۵ است.